# ۲ سپتامبر
۲ سپتامبر دویست و چهل و پنجمین (در سال‌های کبیسه دویست و چهل و ششمین) روز سال در گاه‌شماری میلادی است. ۱۲۰ روز تا پایان سال باقی‌است.

## رویدادها
- ۱۱۹۲ - با امضای معاهده یافا بین ریچارد یکم و صلاح الدین ایوبی، سومین دور جنگ‌های صلیبی به پایان رسید.
- ۱۷۵۲ - بریتانیا تقویم یولیانی (تقویم میلادی) را به کار گرفت.
- ۱۸۰۶ - در پی باران شدید و در اثر رانش زمین حاصل از آن در شهر گولداو کشور سوئیس و سه روستای مجاور آن به کلی تخریب و بیش از ۴۵۰ تن کشته شدند.
- ۱۸۱۱ - نیروی دریایی بریتانیا شهر کپنهاگ را بمباران کردند و در آن از بمب‌های آتش‌زا و حاوی فسفر استفاده کردند تا نگذارند دانمارک به عنوان یک کشور بی‌طرف نیروی دریایی خود را تسلیم ناپلئون بناپارت کند.
- ۱۸۹۸ - دانشگاه اسلو، پایتخت نروژ تأسیس شد.
- ۱۹۳۹ - قوای متحد بریتانیا و مصر قبایل سودانی را شکست دادند تا سلطه این دو کشور بر سودان آغاز شود.
- ۱۹۳۹ - با آغاز جنگ جهانی دوم، ایتالیا و جمهوری ایرلند اعلام بی‌طرفی کردند.
- ۱۹۳۹ - در پی تهاجم آلمان به لهستان، فرانسه و بریتانیا با صدور ضرب‌الاجل مشترک از این کشور خواستند بلافاصله نیروهای خود را از خاک لهستان خارج کنند.
- ۱۹۳۹ - تنها یک روز پس از آغاز جنگ جهانی دوم، شهر دانتسیش به تصرف آلمان درآمد.
- ۱۹۴۵ - پایان جنگ جهانی دوم[۱]
- ۱۹۴۵ - ویتنام اعلام استقلال کرد.
- ۱۹۴۶ - دولت موقت هند به رهبری جواهر لعل نهرو تشکیل شد.
- ۱۹۵۷ - نگو دین دیم، رئیس‌جمهور ویتنام جنوبی در سفری یک هفته ای اولین رئیس دولت خارجی شد که از استرالیا دیدار می‌کند.
- ۱۹۶۰ - اولین انتخابات پارلمان در تبعید تبت برگزار شد.
- ۱۹۹۰ - منطقه ترانس‌نیستریا که بخشی از مولداوی به حساب می‌آمد به صورت یک جانبه خود را یکی از جمهوری‌های شوروی اعلام کرد.
- ۱۹۹۲ - زلزله ۷٫۷ ریشتری در ساحل غربی نیکاراگوئه جان ۱۱۶ نفر را گرفت.
- ۲۰۰۳ - عبدالله دوم به عنوان اولین پادشاه اردن که بعد از انقلاب اسلامی به ایران سفر می‌کند، وارد تهران شد و مورد استقبال محمد خاتمی، رئیس‌جمهور ایران قرار گرفت.

## زادروزها
- ۱۹۳۰ – فرانسوا مائه، دوچرخه‌سوار اهل فرانسه (د. ۲۰۱۵)
- ۱۹۵۳ - احمدشاه مسعود، فرمانده مجاهدین افغان بر ضد ارتش سرخ
- ۱۹۶۴ - کیانو ریوز، بازیگر کانادایی
- ۱۹۸۹ - الکساندر پاتو، فوتبالیست برزیلی (پاتو برانکو، برزیل)

## درگذشت‌ها
- ۱۹۶۹ - هو شی مین، نخستین رئیس‌جمهور جمهوری دموکراتیک ویتنام (هانوی، ویتنام شمالی)
- ۱۹۷۳ - جی. آر. آر. تالکین، رمان نویس
- ۱۹۹۷ - ویکتور امیل فرانکل، روان‌شناس اتریشی (ز. ۱۹۰۵)
- ۲۰۱۶ - اسلام کریموف، نخستین رئیس‌جمهور ازبکستان (تاشکند، ازبکستان)

## مناسبت‌ها
- روز ملی کشور ویتنام، به مناسبت سالگرد استقلال از فرانسه